# Alcimo (storico)
Alcimo da Messina (Messina, IV secolo a.C. – ...) è stato uno storico siceliota, probabilmente il primo tra gli storici della sua epoca ad aver posto in relazione la figura di Enea con quella di Romolo..

## Biografia
Viene considerato problematico stabilire se l'Alcimo retore, allievo del megarese Stilpone, attivo tra il IV e III sec. a.C. e descritto da Diogene come «il primo tra tutti i retori di Grecia», e l'Alcimo, storiografo, attivo nel IV secolo a.C., fossero la medesima persona o se si trattasse piuttosto di due distinte personalitàː si è più propensi a considerarli in maniera separata, ma non sembra possibile stabilirlo con certezza.
Inoltre, un passo controverso di Ateneo ha portato alle volte a definire Alcimo in maniera inesatta come nativo di Messene/Messina, mentre in realtà nel frammento in questione è lo storico siceliota che individua in Messene il luogo di nascita del personaggio che in quel momento sta trattando:

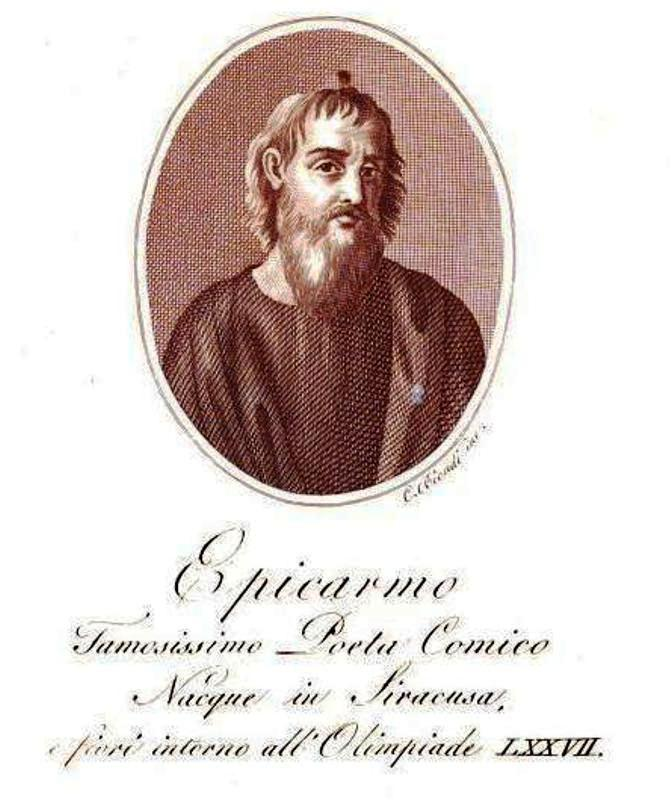
Epicarmo, trattato in alcuni frammenti Ad Aminta

Diogene Laerzio lo cita più volte, ricordando i suoi frammenti su Epicarmo, riportando l'accusa di plagio che egli rivolge a Platone, riguardo ad un pensiero filosofico incentrato nel rendere a sua volta, cioè a porre al centro del suo discorso, il pensiero platonico. Alcimo infatti viene spesso considerato una fonte dossografica per comprendere le idee platoniche. Il Gaiser sottolinea che la conoscenza dossografica che dimostra Alcimo implica una sua acquisizione di nozioni sulle dottrine orali del filosofo ateniese:
(Diogene Laerzio, III, 12-13, trad. a cura di M. Gigante)
Mentre non si conosce quasi nulla delle sue origini, in base alle sue opere letterarie si è potuta ipotizzare l'epoca nella quale questo storico visse: quasi sicuramente verso la fine del V sec. a.C. e tra gli inizi e la metà del IV sec. a.C. A suffragare la sicurezza che gli studiosi hanno nel datare le sue opere, vi è anche il fatto che proprio la prima metà del IV secolo a.C. risulta essere un periodo fondamentale per la nascita di racconti mitici associati alle origini di popoli e città: ed essendo egli autore della prima narrazione mitica sulle origini di Roma, lo si ritiene personaggio significativo dell'epoca in questione.

Ulteriore collegamento tra le opere del siceliota e il suddetto periodo sarebbero i rapporti, probabili, che egli ebbe con la corte letteraria del tiranno di Siracusa Dionisio I, che viene indicato dalle fonti moderne come il «primo nel mondo ellenico ad aver elaborato mitiche parentele tra etnie greche e barbare», e del suo erede Dionisio II.

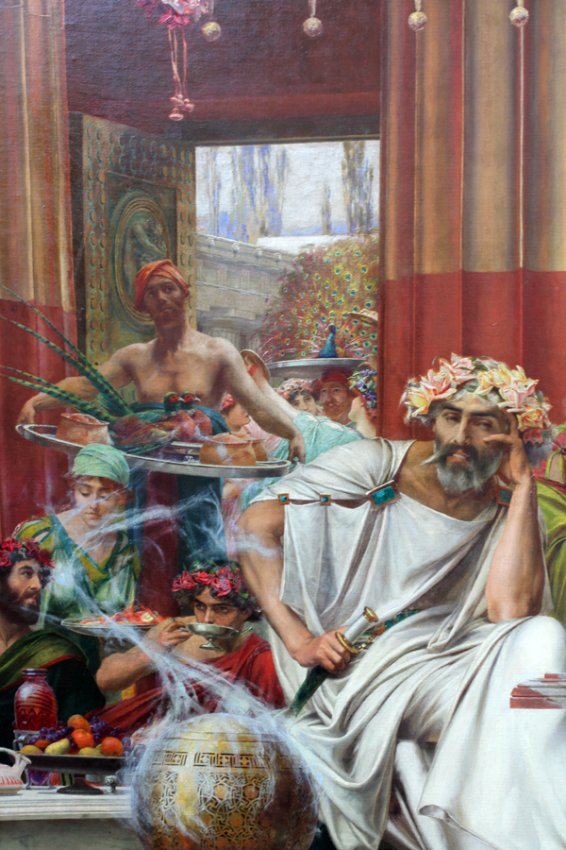
Dionisio (I o II) e la sua corte nel particolare del dipinto di Herbert Gandy Sword of Damocles

Pur non essendo noto il luogo di nascita di Alcimo, egli viene spesso individuato dagli studiosi moderni come uno storico, o uno storiografo, siracusano, questo perché si suppone la sua vicinanza alla corte dei tiranni di Siracusa in età dionigiana.
Sono diversi gli accorgimenti che fanno tendere la critica moderna a porre Alcimo al fianco dei due tiranni. Anzitutto l'argomento delle sue opere: Platone e le origini di Roma sono due temi che toccano da vicino il periodo più acceso della tirannide dionisiana. In secondo luogo, essendo egli siceliota, ed essendo il periodo nel quale visse fortemente influenzato dal dominio siracusano su gran parte della Sicilia, è logico dedurre che possa aver fatto parte della corte dionisiana: notoriamente frequentata da artisti e letterati provenienti da diverse località geografiche. Dionisio I, e in seguito suo figlio Dionisio II, amava circondarsi a corte di letterati, con i quali però entrava spesso in conflitto. Tuttavia sembra eccessiva la negatività che trapela dagli scritti di Plutarco quando egli descrive il rapporto dei due Dionigi con il mondo culturale, si è ipotizzato quindi che la fonte seguita dallo storico di Cheronea possa essere in realtà una fonte anti-dionisiana, quindi non del tutto oggettiva. Appare comunque certamente veritiera l'abitudine dionisiana di creare con i letterati della corte un meccanismo politico del consenso
(Plutarco, Dion., 18, 2-3.)

## Opere
Alcimo fu autore di varie opere, tutte perdute.

### Italikà
Sulla storia d'Italia scrisse Italikà (Ἰταλικὰ), nella quale narra per la prima volta il mito della fondazione di Roma. 
Alcimo è un autore molto importante per comprendere la fondazione di Roma, poiché è egli che introduce, per la prima volta nella storia, i principali personaggi che entraranno poi a far parte della leggenda fondativa dell'antica Romaː 
(F 4 J)
Prima di Alcimo, si avevano solo vaghi accenni al viaggio di Enea in Italia, ma non lo si collegava mai come una figura ecistica della città laziale. Alcimo invece disse che il troiano Enea sposò Tirrenia e che dalla loro unione nacque Romolo - è questa la prima apparizione storica del personaggio - che, a sua volta, ebbe una figlia di nome Alba, la quale generò Romo (identificabile anche con Remo o Rodio), che secondo la testimonianza di Alcimo sarebbe stato il solo fondatore di Roma.
Secondo la genealogia di Alcimo il fondatore di Roma sarebbe quindi pronipote di Enea e nipote di Romolo. La fondazione di Roma sarebbe quindi avvenuta nell'arco di quattro generazioni, di 30 anni ciascuna (120 in totale), da quando Enea approdò nel Lazio.

Nel IV secolo a.C., ovvero l'epoca in cui sarebbe vissuto Alcimo, stava nascendo l'attestazione della figura romana, con ancora contorni sfumati nel mondo letterario greco, ma già incominciavano a circolare delle voci sulla neo-potenza situata sulla penisola italica, e con essa circolavano anche le prime storie d'origine greca su quella che veniva considerata per lo più come una polis Hellenìs. Tuttavia contro questa affermazione si schierarono diversi storici sicelioti, i quali tramandarono e sostennero che Roma non aveva nulla di greco, poiché l'urbe aveva traeva le sue origini dall'Etruria; anche Alcimo fa parte di coloro che la connotavano nel mondo etrusco-barbarico.
Per Alcimo Roma era polis Tyrrhenis. Lo storico siceliota descrisse con un tono negativo il mondo etrusco, e lo collegò ai Romani. Questa sua caratteristica è stata posta in relazione con un possibile sentimento antiromano propagandato dalla corte dionisiana, della quale Alcimo avrebbe fatto parte.

### Ad Aminta
Alcimo scrisse, poi, Ad Aminta (Πρὸς Ἀμύνταν), opera composta di 4 volumi, nella quale egli spiegava, tra l'altro, perché, secondo lui, il filosofo Platone derivò parecchio da Epicarmo e ne trascrisse il pensieroː l'opera si presta a diverse chiavi di lettura per cercare di comprendere il contesto storico di Alcimo e dei personaggi coetanei della sua epoca.
Risulta dedicata ad un certo Aminta, ma essendo questo un nome comune nell'antica Grecia, si è cercato di sfoltire l'elenco di possibili destinatari, eleggendo le personalità che con questo nome più si avvicinano al contesto di Alcimo e ai quali quindi il siceliota avrebbe potuto dedicare un'opera incentrata sul paragone Epicarmo/Platone. Si è giunti alla conclusione che l'Aminta destinatario dello scritto di Alcimo possa essere il figlio di Perdicca III di Macedonia, Aminta IV, oppure l'allievo di Platone, Aminta di Eraclea. Tuttavia, dato il soggetto dell'opera, si è più propensi a ritenere che essa fosse destinata all'allievo platonico.
Diogene Laerzio, nelle sue Vite dei filosofi, riporta le parole di Alcimo, il quale nell'opera Ad Aminta afferma che Platone disse: «sensibile è quello che continuamente passa e si tramuta: come le cose che non hanno, se ad esse si toglie il numero, né uguaglianza, né unità [...] intellegibile poi quello, al quale nulla si toglie o si aggiunge. È questa la natura delle cose eterne, cui tocca sempre di essere simili a se stesse». E Alcimo riporta di seguito un dialogo di Epicarmo dove, prima di Platone, si sostenevano le medesime cose; per questo egli afferma, il filosofo ateniese non aveva fatto altro che ripetere il pensiero del filosofo siracusano:
τάδε δ' ἀεὶ πάρεσθ' ὁμοῖα διά τε τῶν αὐτῶν ἀεί.

– Ἀλλὰ λέγεται μὰν χάος πρᾶτον γενέσθαι τῶν θεῶν.

– Πῶς δέ καὶ ; Μὴ ἔχον γ' ἀπὸ τίνος μηδ' ἐς ὅ τι πρᾶτον μόλοι.

– Οὐκ ἄρ' ἔμολε πρῶτον οὐθέν;»
non sono mai venuti meno, l'eterno è uguale, si conserva sempre identico,

– B. Veramente si dice che Caos fu il primo degli dei
– A. Figuriamoci! Primo, cominciando da dove?

– B. Allora non c'era niente come primo?

– A. Né come primo né come secondo, nelle cose di cui stiamo discorrendo.»
(Epicarmo sugli elementi dell'universo, citato da Alcimo in Diogene Laerzio, III, 10.)
Dopo aver riportato altri esempi tra le similitudini del pensiero epicarmeo con quello platonico, Alcimo riferisce che colui al quale viene attribuita l'invenzione dell'arte della commedia, sapeva già che qualcuno - che Alcimo riconosce in Platone - un giorno avrebbe copiato le sue dottrine, e costui allora sarebbe stato invincibile:
τῶν ἐμῶν μνάμα ποκ' ἐσσεῖται λόγων τούτων ἔτι.
Καὶ λαβών τις αὐτὰ περιδύσας τὸ μέτρον ὃ νῦν ἔχει,
εἷμα δοὺς καὶ πορφυροῦν λόγοισι ποικίλας καλοῖς
δυσπάλαιστος ὢν τὸς ἄλλως εὐπαλαίστως ἀποφανεῖ.»
(Epicarmo citato da Alcimo in Diogene Laerzio, III, 17.)
Si è ipotizzato che Ad Aminta possa essere stata un'opera scritta per difendere il patriottismo siceliota, gradito dalla tirannide, per contrastare il movimento dell'Accademia platonica, che aveva i suoi cultori in Sicilia.
Negli ultimi anni della tirannide i rapporti tra il filosofo ateniese e Dionisio II si fecero insostenibili. Alcimo potrebbe quindi essere stato posto al servizio del tiranno con lo scopo di screditare la personalità di Platone rivolgendosi alle persone vicine all'Accademia  - l'opera sarebbe dedicata proprio ad un allievo platonico -, accusandolo di aver copiato parte delle sue dottrine dal siracusano Epicarmo.
Un'altra coincidenza che alcuni storici trovano curiosa è data dal fatto che il tiranno Dionisio II, contemporaneo di Alcimo, scrisse anch'egli un'opera incentrata su Epicarmo e intitolata Sui poemi di Epicarmo (se ne ritrova testimonianza nella Suda), questa, a causa dei presunti rapporti tra lo storico siceliota e la tirannide, è stata messa in relazione con l'opera di Alcimo, anche se non è possibile stabilire in quali termini, poiché nulla, a parte il titolo, è pervenuto dello scritto dionisiano.
Oltre all'eventualità di un Alcimo messo alle dipendenze dei tiranni siciliani, è stata sostenuta l'ipotesi della sua estraneità al conflitto che si consumava in quel periodo tra la tirannide e gli accademici. Ed è stata piuttosto avvalorata la tesi di una sua probabile iniziativa personale. All'origine dell'opera di Alcimo ci sarebbe un sentimento campanilistico che sarebbe stato suscitato in lui proprio dal destinatario di Ad Aminta: l'allievo platonico proveniente da Eraclea.
L'eracleota Aminta, udendo le lezioni del suo mentore, doveva sicuramente aver sentito parlare di Epicarmo, poiché è risaputa la grande stima che Platone aveva per il filosofo siracusano - egli stesso nel Teeteto definisce Epicarmo «archegeta della commedia» (o anche «principe della commedia») e lo paragona ad Omero che definisce «archegeta della tragedia» -, la volontà di riportare alla luce la priorità intellettuale del filosofo siceliota avrebbe portato Alcimo a comporre l'opera Ad Aminta.
Ma se tale supposizione potrebbe effettivamente avere serie possibilità di avvicinarsi a quella che fu la reale motivazione dello scritto di Alcimo, gli studiosi sono però scettici nell'accettare il fatto che lo storiografo siceliota possa non avere avuto lo scopo di denigrare la personalità di Platone, soprattutto considerando il fatto che nel IV secolo a.C. il filosofo ateniese ricevette molte accuse di plagio, e lo scritto Ad Aminta sembra avere gli stessi presupposti.
Infatti furono numerosi coloro i quali nell'arco di quel secolo accusarono Platone di avere copiato dalle opere altrui: Alcimo viene menzionato tra questi, insieme per esempio a Teopompo, Timone di Fliunte - allievo di Stilpone - Aristosseno e Timeo di Tauromenio. Un'accusa molto simile a quella mossagli da Alcimo avrebbe avuto origine in un periodo pressappoco contemporaneo a quello dello storico siceliota e coinvolgeva sempre la corte dionisiana: Una notizia antica (abbastanza controversa, della quale Satiro è il primo a darne un ampliamento) testimonia che Platone chiese al suo allievo Dione di acquistargli, con i soldi guadagnati dai suoi insegnamenti alla corte dionisiana, tre libri del pitagorico Filolao. Da questi libri il filosofo ateniese avrebbe tratto la materia per comporre il Timeo, suo primo dialogo su Atlantide. Alcimo viene quindi accomunato tra coloro, che in maniera critica, accusarono Platone di aver copiato.
Anche se, come è stato fatto notare da alcune fonti moderne, egli rivendica la priorità di Epicarmo con un tono pacato e civile, il che lo contraddistingue dagli altri anti-platonici, facendo trasparire dalla sua opera la reale convinzione delle sue rivendicazioni.

### Sikelikà
Sulla storia della Sicilia, poi, Alcimo scrisse Sikeliká (Σικελικά).